# Aberdeen Football Club 1983-1984
Questa voce raccoglie le informazioni riguardanti l'Aberdeen Football Club nelle competizioni ufficiali della stagione 1983-1984.

## Stagione
Guidando la classifica della Premier Division a partire dal mese di novembre e incrementando progressivamente il distacco sulle concorrenti durante i mesi successivi, l'Aberdeen ottenne il terzo titolo nazionale della sua storia e l'accesso alla Coppa dei Campioni con tre gare di anticipo.
Nelle coppe continentali l'Aberdeen batté i campioni dell'Amburgo in Supercoppa e difese la Coppa delle Coppe vinta l'anno precedente fino alle semifinali, dove venne battuta in entrambi i confronti dal Porto.
Eliminati dal Celtic nelle semifinali di Coppa di Lega, i Dons incontrarono di nuovo i Bhoys nella finale di Coppa di Scozia, battendoli grazie a una rete segnata nei tempi supplementari dal capocannoniere stagionale Mark McGhee.

## Maglie e sponsor
Lo sponsor tecnico per la stagione 1983-1984 è Adidas.
| Manica sinistra · Manica sinistra · Maglietta · Maglietta · Manica destra · Manica destra · Pantaloncini · Pantaloncini · Calzettoni | Manica sinistra · Manica sinistra · Maglietta · Maglietta · Manica destra · Manica destra · Pantaloncini · Pantaloncini · Calzettoni |

## Rosa
| N. |                   | Ruolo | Calciatore       |
| -- | ----------------- | ----- | ---------------- |
|    | Scozia (bandiera) | P     | Bryan Gunn       |
|    | Scozia (bandiera) | P     | Jim Leighton     |
|    | Scozia (bandiera) | D     | Tommy McIntyre   |
|    | Scozia (bandiera) | D     | Stewart McKimmie |
|    | Scozia (bandiera) | D     | Alex McLeish     |
|    | Scozia (bandiera) | D     | Willie Miller    |
|    | Scozia (bandiera) | D     | Brian Mitchell   |
|    | Scozia (bandiera) | D     | Doug Rougvie     |
|    | Scozia (bandiera) | D     | Ian Robertson    |
|    | Scozia (bandiera) | C     | Ian Angus        |
|    | Scozia (bandiera) | C     | Doug Bell        |
|    | Scozia (bandiera) | C     | Neale Cooper     |

| N. |                   | Ruolo | Calciatore      |
| -- | ----------------- | ----- | --------------- |
|    | Scozia (bandiera) | C     | John McMaster   |
|    | Scozia (bandiera) | C     | Ian Porteous    |
|    | Scozia (bandiera) | C     | Neil Simpson    |
|    | Scozia (bandiera) | C     | Billy Stark     |
|    | Scozia (bandiera) | C     | Gordon Strachan |
|    | Scozia (bandiera) | C     | Peter Weir      |
|    | Scozia (bandiera) | A     | Eric Black      |
|    | Scozia (bandiera) | A     | Steve Cowan     |
|    | Scozia (bandiera) | A     | Willie Falconer |
|    | Scozia (bandiera) | A     | John Hewitt     |
|    | Scozia (bandiera) | A     | Mark McGhee     |
|    | Scozia (bandiera) | A     | Paul Wright     |

## Risultati

### Scottish Cup
| 13 febbraio 1984 Sedicesimi di finale  | Aberdeen  | 1 – 1 | Kilmarnock | (15 000 spett.) |
| \| \| \| \| \| Weir \| Marcatori \| \| |           |       |            |                 |
|                                        |           |       |            |                 |
| Weir                                   | Marcatori |       |            |                 |

| 15 febbraio 1984 Sedicesimi di finale - Replay         | Kilmarnock | 1 – 3                | Aberdeen | (9 580 spett.) |
| \| \| \| \| \| \| Marcatori \| Miller Strachan Weir \| |            |                      |          |                |
|                                                        |            |                      |          |                |
|                                                        | Marcatori  | Miller Strachan Weir |          |                |

| 18 febbraio 1984 Ottavi di finale              | Clyde     | 0 – 2        | Aberdeen | (5 800 spett.) |
| \| \| \| \| \| \| Marcatori \| Cooper Angus \| |           |              |          |                |
|                                                |           |              |          |                |
|                                                | Marcatori | Cooper Angus |          |                |

| 17 marzo 1984 Quarti di finale | Aberdeen | 0 – 0 | Dundee Utd | (22 000 spett.) |

| 28 marzo 1984 Quarti di finale - Replay  | Dundee Utd | 0 – 1  | Aberdeen | (16 094 spett.) |
| \| \| \| \| \| \| Marcatori \| McGhee \| |            |        |          |                 |
|                                          |            |        |          |                 |
|                                          | Marcatori  | McGhee |          |                 |

| Arbitro: | McGinlay |

|                           |           |  |
| Porteous 28’ Strachan 89’ | Marcatori |  |

| Arbitro: | Valentine |

|                      |           |            |
| Black 23’ McGhee 98’ | Marcatori | 86’ McStay |

### Supercoppa UEFA
| Amburgo 22 novembre 1983, ore 20:00 UTC+1 Andata | Amburgo  | 0 – 0 referto | Aberdeen | Volksparkstadion (15 000 spett.)\| Arbitro: \| Christov \| |
| Arbitro:                                         | Christov |               |          |                                                            |

| Arbitro: | Brummeier |

|                        |           |  |
| Simpson 47’ McGhee 65’ | Marcatori |  |

### Coppa delle Coppe
| Arbitro: | Daly |

|                 |           |                 |
| Halldórsson 28’ | Marcatori | 30’, 38’ McGhee |

| Arbitro: | Nyhus |

|                    |           |                      |
| Stracha 68’ (rig.) | Marcatori | 89’ (rig.) Áskelsson |

| Beveren 19 ottobre 1983 Ottavi di finale - Andata | KSK Beveren | 0 – 0 referto | Aberdeen | Freethiel Stadion (11 200 spett.)\| Arbitro: \| Krchňák \| |
| Arbitro:                                          | Krchňák     |               |          |                                                            |

| Arbitro: | Lund-Sørensen |

|                                               |           |             |
| Strachan 38’, 60’ (rig.) Simpson 44’ Weir 69’ | Marcatori | 73’ Theunis |

| Arbitro: | Tokat |

|                         |           |  |
| Kisznyér 49’ Herédi 78’ | Marcatori |  |

| Arbitro: | Ponnet |

|                      |           |  |
| McGhee 38’, 85’, 94’ | Marcatori |  |

| Arbitro: | Igna |

|           |           |  |
| Gomes 14’ | Marcatori |  |

| Arbitro: | Krchňák |

|  |           |                 |
|  | Marcatori | 76’ Vermelhinho |